# Scotophilus kuhlii
Scotophilus kuhlii là một loài động vật có vú trong họ Dơi muỗi, bộ Dơi. Loài này được Leach mô tả năm 1821. Loài này được tìm thấy ở Bangladesh, Ấn Độ, Indonesia, Malaysia, Pakistan, Philippines, Sri Lanka và Đài Loan. Chiều dài đầu và thân là 7 cm. Cẳng tay dài 5 cm.

## Hình ảnh

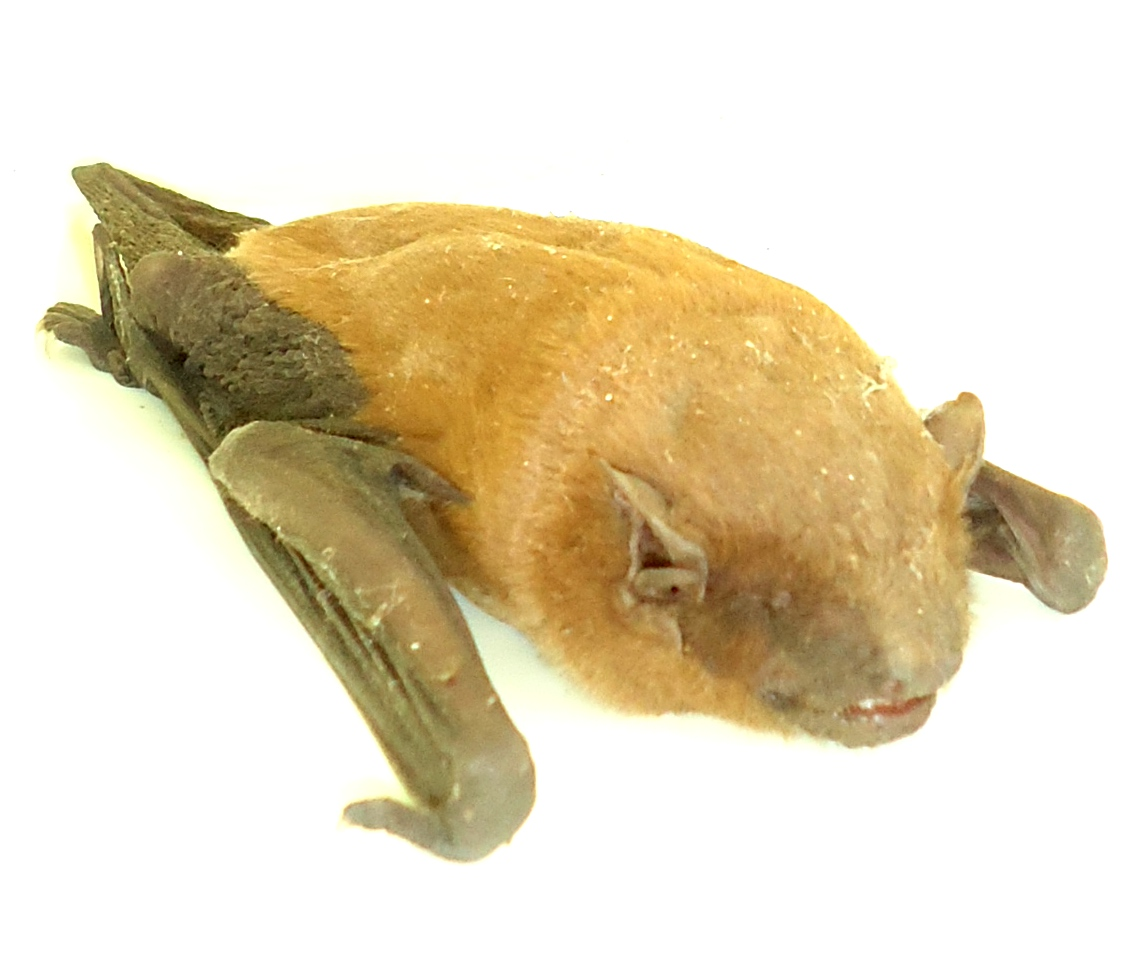
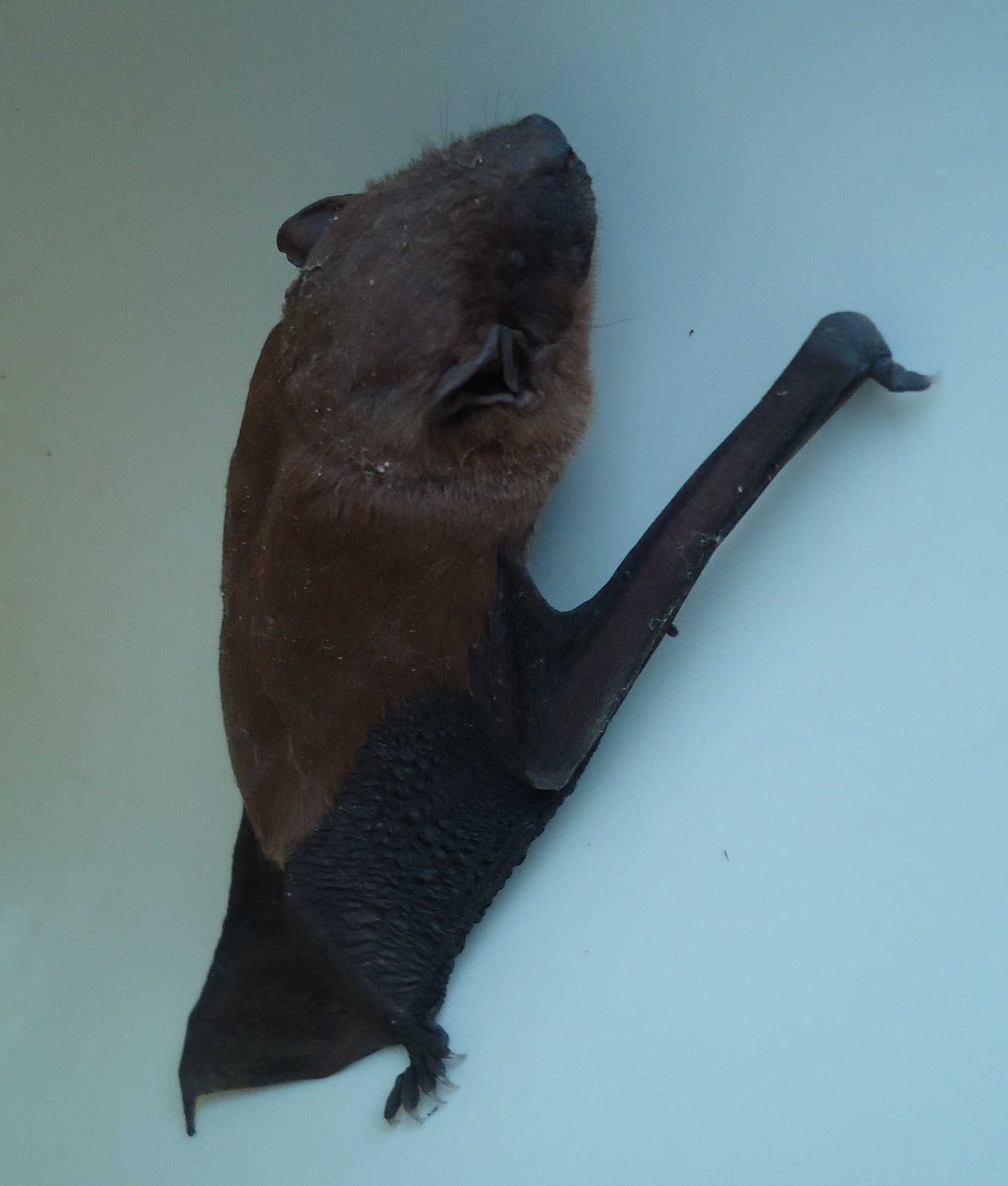
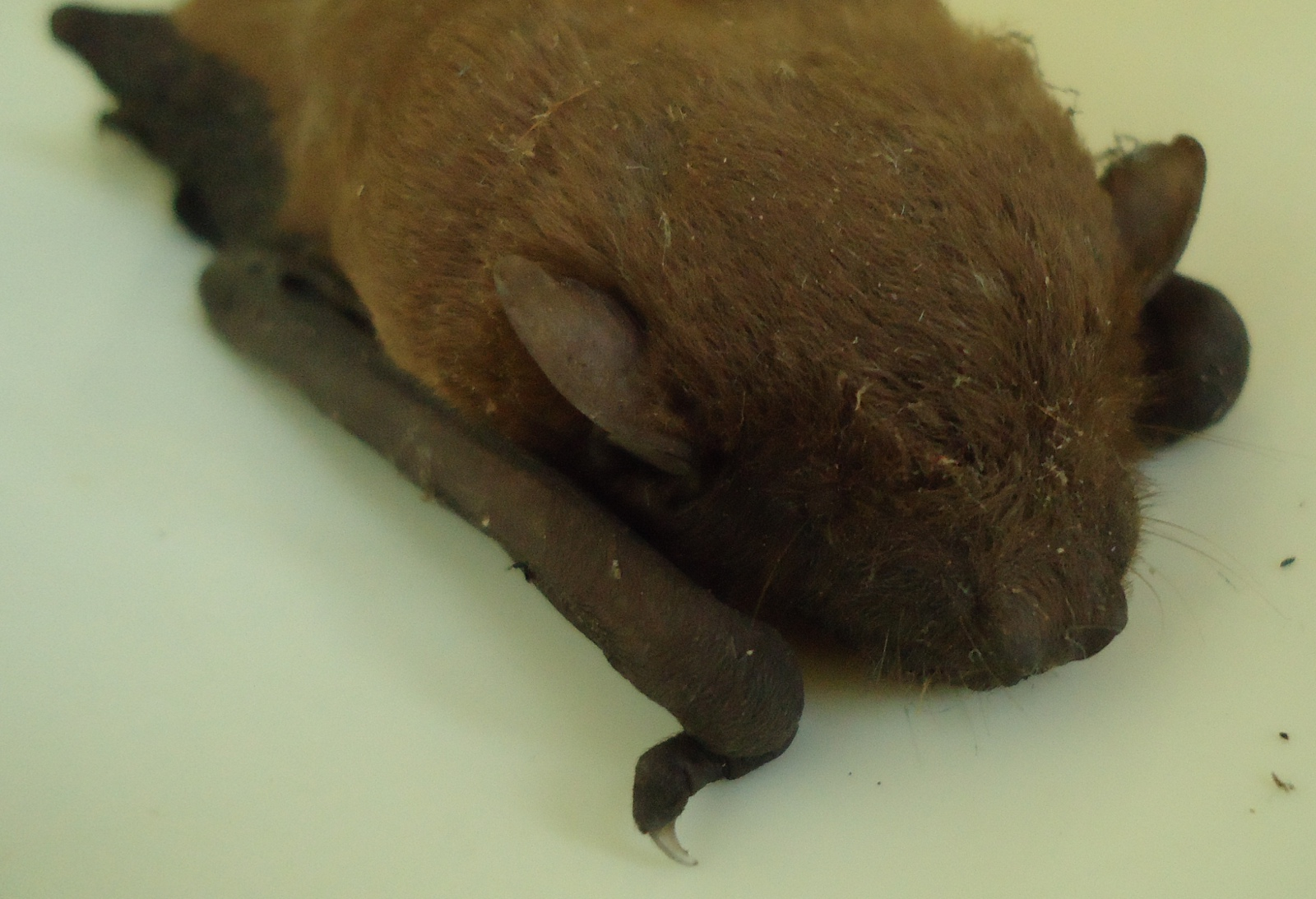
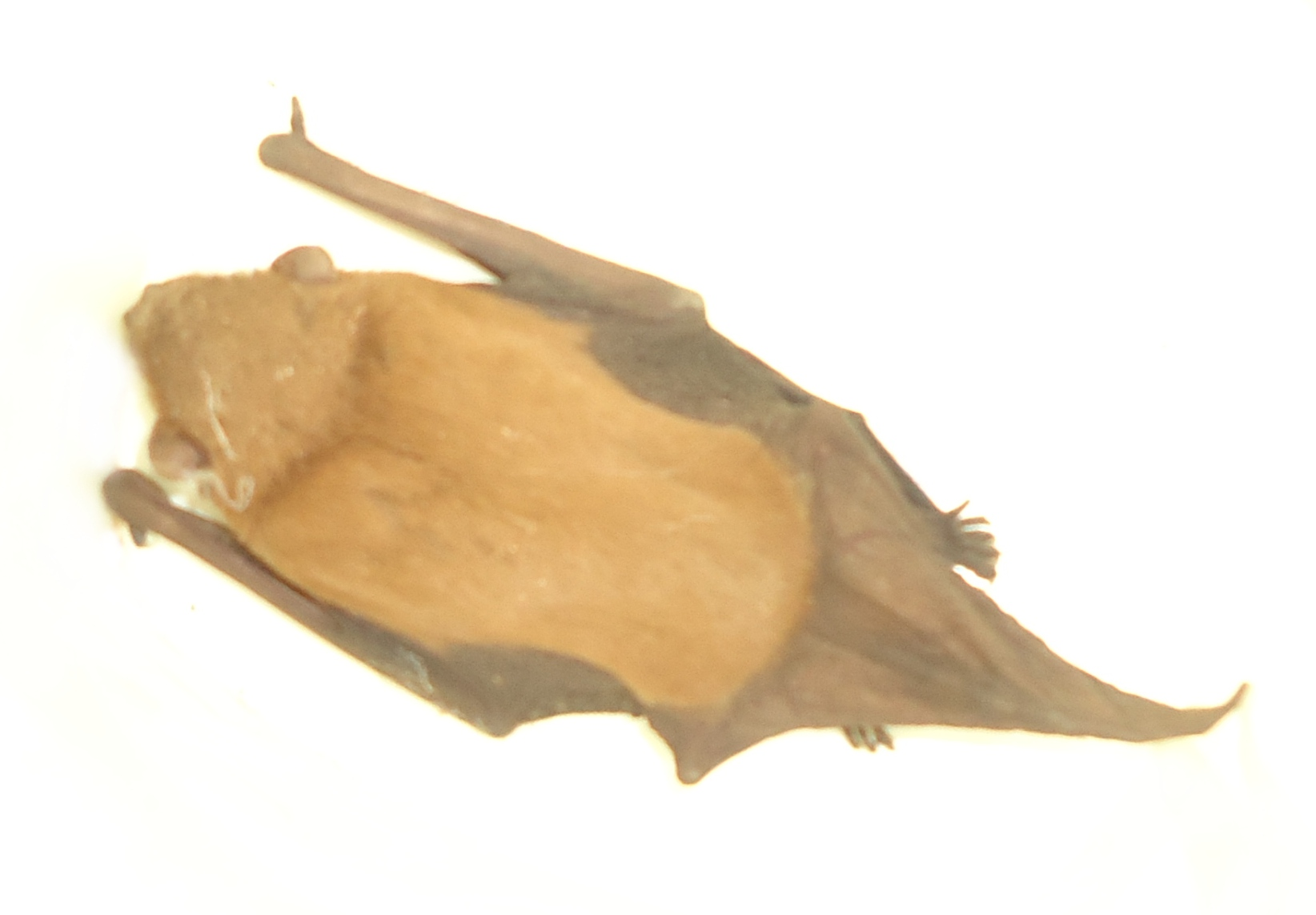